# チャック・デイリー
チャールズ・ジェローム・デイリー（Charles Jerome "Chuck" Daly, 1930年7月20日 - 2009年5月9日）は、ペンシルベニア州セントメリーズ出身のバスケットボール指導者。NBAのデトロイト・ピストンズで、バッド・ボーイズを率い、1989年、1990年と連覇を達成しており、当時全盛期であったマイケル・ジョーダンに対して、ダブルチームを駆使し、時にはファウルをも辞さない激しいプレスディフェンスを行う、いわゆるジョーダン・ルールと呼ばれる戦術を編み出し、このディフェンス戦術は、その後も歴代スタープレーヤに対抗する戦術の一つとして受け継がれている。1992年バルセロナオリンピックではドリームチームを率いて金メダルを獲得し、NBA10人の名将にも選ばれている。また1994年と2010年の2度のバスケットボール殿堂入りを果たしている。

## 経歴
地元ペンシルバニア州の高校でコーチ業を始め、デューク大学のアシスタントコーチやボストンカレッジとペンシルベニア大学でコーチを務めた後、1978年NBAのフィラデルフィア・76サーズのアシスタントコーチとしてNBAでのキャリアをスタートさせた。その後、クリーブランド・キャバリアーズのヘッドコーチを経て、1983年デトロイト・ピストンズのヘッドコーチに就任。アイザイア・トーマス、ビル・レインビア、デニス・ロッドマンなどのバッド・ボーイズと言われた荒くれ者集団をうまくまとめてチーム力を発揮させることに成功。それまで2シーズン以上連続で勝ち越したことの無いチームで9シーズン連続で勝ち越すことに成功している。1989年と1990年に2年連続NBA制覇を達成した。
プロの出場が解禁された1992年バルセロナオリンピックでは、その指導力を買われてスーパースター軍団の「ドリームチーム」の指揮を取り、圧倒的な強さで金メダルを獲得した。
その後、ニュージャージー・ネッツ、オーランド・マジックのヘッドコーチを歴任。それぞれのチームの成績を立て直し、多くのシーズンでプレイオフに進出させることに成功している。
合計で14シーズンの間、コーチを務め、638勝437敗の記録を残している。これらのコーチとしての功績により1994年5月9日にバスケットボール殿堂入りを果たしている。自身はNBAでの選手歴はないが、デトロイト・ピストンズは彼の功績をたたえ、背番号2をチャック・デイリーの永久欠番とした。
2009年5月9日に永眠した。78歳没。

## 脚註
1. 1 2  “Chuck Daly, Pistons Coach, Dies at 78”. New York Times. (2009年5月9日) 2015年9月15日閲覧. "Daly played basketball at St. Bonaventure and at Bloomsburg (Pa.) State College ..."
2. ↑  “Pat Riley Receives Chuck Daly Lifetime Achievement Award”. Interlink Magazines, LLC. 2013年6月22日閲覧。
3. ↑  University of Pennsylvania 2008–09 Men's Basketball Media Guide. Archived 2011年7月19日, at the Wayback Machine.
4. ↑  "Chuck Daly Passes Away at Age 78," University of Pennsylvania Athletics, Saturday, May 9, 2009.
5. ↑  http://bleacherreport.com/articles/171140-remembering-chuck-daly
6. ↑  ドリームチーム監督デイリー氏が死去 スポーツニッポン 2009年5月10日閲覧
7. ↑  Find a Grave Record